# يوسف شحاتة
يوسف شحاتة (مواليد 16 يناير 1996) هو لاعب كرة سلة مصري يلعب في مركز لاعب هجوم خلفي في نادي سبورتنج ومنتخب مصر.